# Neonuncia enderbei
Neonuncia enderbei is een hooiwagen uit de familie Triaenonychidae.